# Der Stern von Bethlehem (Rheinberger)

Fanny und Josef Rheinberger – Textdichterin und Komponist des „Stern von Bethlehem“.

Der Stern von Bethlehem (op. 164) ist eine Weihnachtskantate für Chor, Soli und Orchester von Josef Gabriel Rheinberger aus dem Jahr 1891. Der Text stammt von seiner Frau Franziska von Hoffnaaß.
Obwohl Rheinberger dieses als eines seiner Hauptwerke betrachtete, hat er niemals einer Aufführung beigewohnt.

## Sätze
1. Erwartung (Chor)
2. Die Hirten (Pastorale. Sopransolo und Chor)
3. Erscheinung des Engels (Sopransolo und Chor)
4. Bethlehem (Basssolo)
5. Die Hirten an der Krippe (Chor)
6. Der Stern (Chor)
7. Anbetung der Weisen (Soli oder kleiner Chor)
8. Maria (Sopransolo)
9. Erfüllung (Chor)

## Inhalt

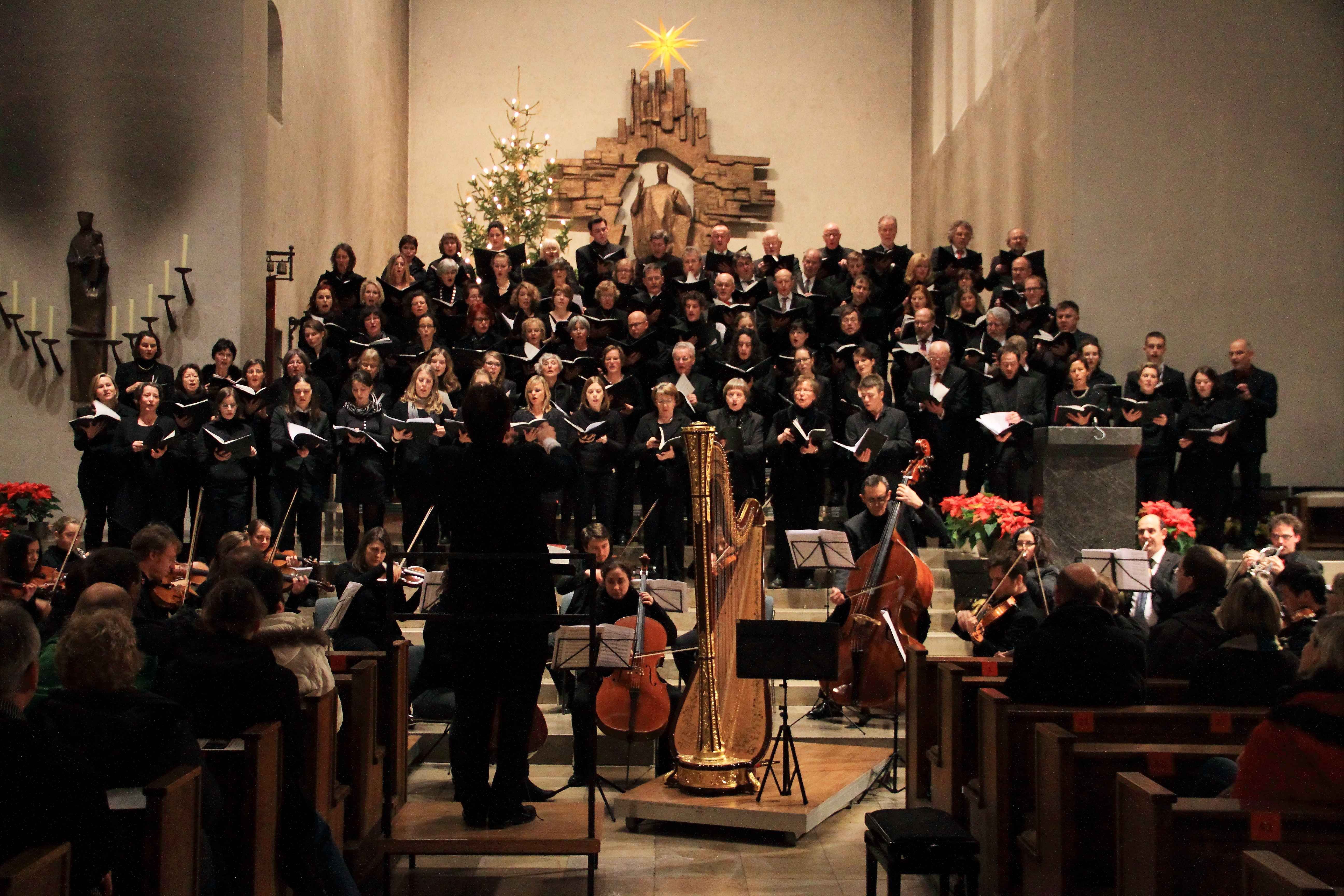
Aufführung des Werkes 2015 in Würzburg. Im Vordergrund ist die Konzertharfe zu sehen

Auf der sprachlichen Ebene zeichnet das Werk zunächst im ersten Stück („Die Erde schweigt“) ein weites Tableau der Weihnacht: Alles erwartet den Heiland.
Im zweiten Satz („O segne die Weide“) wird kurz die Historie des Volkes Israel aus dem Munde der Hirten skizziert.
Der dritte Satz („Fürchtet Euch nicht!“) beginnt mit einem Sopransolo. Der Engel verkündet das Kommen des Heilands. Der Satz steigert sich zu einem mächtigen Alleluja durch den Chor.
Das vierte Stück („Der Lichtglanz schwindet“) zeichnet ein Bild von den zur Krippe wandernden Hirten.
Der fünfte Satz („Gotteskind, wir beten Dich an“) vergegenwärtigt die Verehrung durch die Hirten, die zur Krippe gekommen sind.
Kontrastreich ist der sechste Satz („Zerstreuet euch, stürmende Wolken“). Die Weisen aus dem Morgenland reisen zur Krippe. Hier ist vor allem das „trabende“ Metrum des Orchesters hervorzuheben, in dem die Bewegung der Kamele zu hören ist. Zu höchster Dramatik steigert sich dieser Satz, als die Weisen an Herodes Palast abgewiesen werden und auch den Stern nicht mehr erblicken. Erst als sie die Stadt verlassen, erstrahlt er wieder und bleibt über der Krippe stehen.
Lieblich dagegen wirkt der siebente Satz („O König du im armen Stall“). Die Weisen sind nach ihrer dramatischen Reise angekommen und beten das Christuskind an.
Im achten Satz („Stille ist’s im heil’gen Raum“) sinnt Maria, nunmehr alleine mit Joseph und ihrem Kind, über das Wunder ihres Kindes nach und wiederholt ihr Bekenntnis „Magnificat!“.
Der letzte Satz („Die Erde schweigt“) greift sowohl auf der Textebene als auch musikalisch das Thema des Eingangssatzes auf, der Kreis schließt sich. Nur die letzte Strophe weicht ab vom Text des Eingangschores. Überraschend wechselt der Satz vom bekannten Motiv in eine strahlende Fuge („Frohlocke, Welt, …“).
Der Sprache, in der von Hooffnaaß den Text verfasst hat, beschreibt Hans-Josef Irmen als „ungefeilt und zuweilen beinahe einfältig“. Dadurch fängt sie, so Harald Wagner, „Stimmung und Wärme einer alpenländischen Weihnacht“ ein und schafft eine Erzählung, die „an die Volkstümlichkeit bayerischer Weihnachtskrippen“ erinnere.

## Entstehung
Der Komponist Josef Gabriel Rheinberger stammte aus Liechtenstein und war 1851 im Alter von zwölf Jahren nach München gekommen, um Musikunterricht an einem Konservatorium zu nehmen. In München fand er schnell Anstellungen als Organist (1852), Dozent am Konservatorium (1859), Chorleiter (1864), Korrepetitor (1864) und schließlich 1877 als königlicher Kapellmeister. Im Jahr 1867 heiratete er die sieben Jahre ältere Franziska (Fanny) von Hoffnaaß, deren Dichtungen er in der Folgezeit mehrfach vertonte. Den Text für „Der Stern von Bethlehem“ schrieb sie Ende 1889, vermutlich eigens für die Vertonung durch ihren Ehemann. Dieser begann schon wenig später, im Januar 1890, mit der Arbeit an der Musik. Er benötigte bis zum Abschluss des Werkes jedoch im Vergleich zu seiner sonstigen Arbeitsweise unüblich lange und schloss die Komposition erst fünf Monate später, am 9. Juni 1890, ab. Parallel dazu arbeitete er jeweils an der Reinschrift der einzelnen Sätze, die am 14. Juni beendet war. Ergänzt um eine englische Übersetzung des Textes, die von Frau John P. Morgan aus New York stammte, erschien das Werk im Rob. Forberg Musikverlag in Leipzig. Die Partitur sowie die Chor- und Orchesterstimmen erschienen 1891, der Klavierauszug jedoch erst im Dezember des folgenden Jahres.
Die Druckbögen des Klavierauszugs erreichten das Ehepaar Rheinberger kurz vor Weihnachten 1892. Zu diesem Zeitpunkt hatte Fanny mehrere Wochen schwerer körperlicher und geistiger Krankheit hinter sich. Rheinberger schildert in einem Brief aus dem Jahr 1900, wie er ihr an Heiligabend den lange erwarteten gesetzten Klavierauszug ans Bett bringen konnte und im Nebenraum Auszüge des Werkes am Klavier spielte. Obwohl an diesem Abend bereits ihr Tod erwartet wurde, starb sie erst einige Tage später, am Silvestertag 1892. Harald Wagner vermutet, dass diese schmerzlichen Hintergründe der Werkentstehung für „das gebrochene Verhältnis des Komponisten zu seinem Werk“ sorgten und dafür verantwortlich waren, dass Josef Rheinberger selbst nie einer Aufführung des „Sterns von Bethlehem“ beiwohnte.

## Weitere Werke desselben Titels
- Friedrich Kiel, Der Stern von Bethlehem op. 83, Oratorium für Soli (Alt, Tenor), Chor und Orchester (1884)
- Klaus Heizmann, Der Stern von Bethlehem, Kinder-Mini-Musical (1998)

## Partituren
- Noten und Audiodateien von Josef Rheinberger im International Music Score Library Project